# Euphaedra (Euphaedrana) zampa
Euphaedra (Euphaedrana) zampa es una especie de  Lepidoptera, de la familia Nymphalidae,  subfamilia Limenitidinae, tribu Adoliadini, pertenece al género Euphaedra, subgénero Euphaedrana.

## Distribución geográfica
Esta especie de Lepidoptera se encuentra localizada en Sierra Leona y Ghana. 